# Teissières-de-Cornet
Teissières-de-Cornet är en kommun i departementet Cantal i regionen Auvergne-Rhône-Alpes i mitten av Frankrike. Kommunen ligger  i kantonen Jussac som ligger i arrondissementet Aurillac. År 2022 hade Teissières-de-Cornet 322 invånare.

## Befolkningsutveckling
Antalet invånare i kommunen Teissières-de-Cornet
Referens:INSEE